# Altes Bollwerk 13 (Ueckermünde)

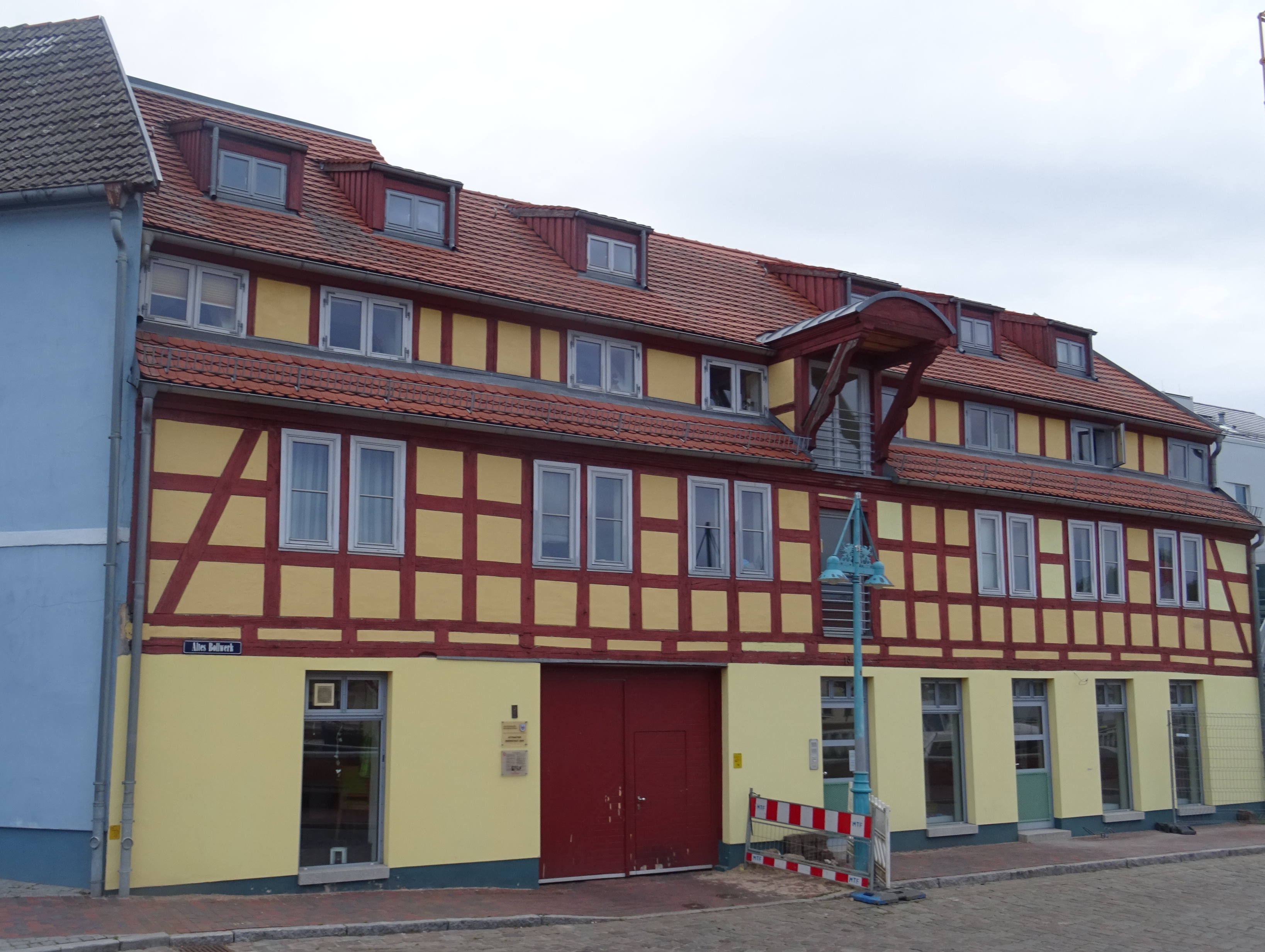
Altes Bollwerk 13

Der ehemalige Speicher, das Wohn- und Geschäftshaus Altes Bollwerk 13 in Ueckermünde (Mecklenburg-Vorpommern) an der Uecker, stammt vermutlich aus dem 19. Jahrhundert. Das Gebäude steht unter Denkmalschutz.

## Geschichte
Die Stadt Ueckermünde mit 8472 Einwohnern (2020) wurde 1178 als Ucramund erstmals erwähnt.
An der Mündung der Uecker war ein alter Hafen. Nach dem Ausbau des Alten Bollwerks bei der historischen Altstadt entstand auf der anderen Seite der Uecker das Neue Bollwerk für den Stadthafen. Früher prägten Lastkähne und Fischkutter den Hafen, heute vor allem Ausflugsschiffe mit Fahrten auf das Stettiner Haff, zur Insel Usedom oder nach Polen sowie Motor- und Segelboote, die am neuen Yachthafen anlegen können. Weiterhin besitzt Ueckermünde einen Industriehafen am Haff.

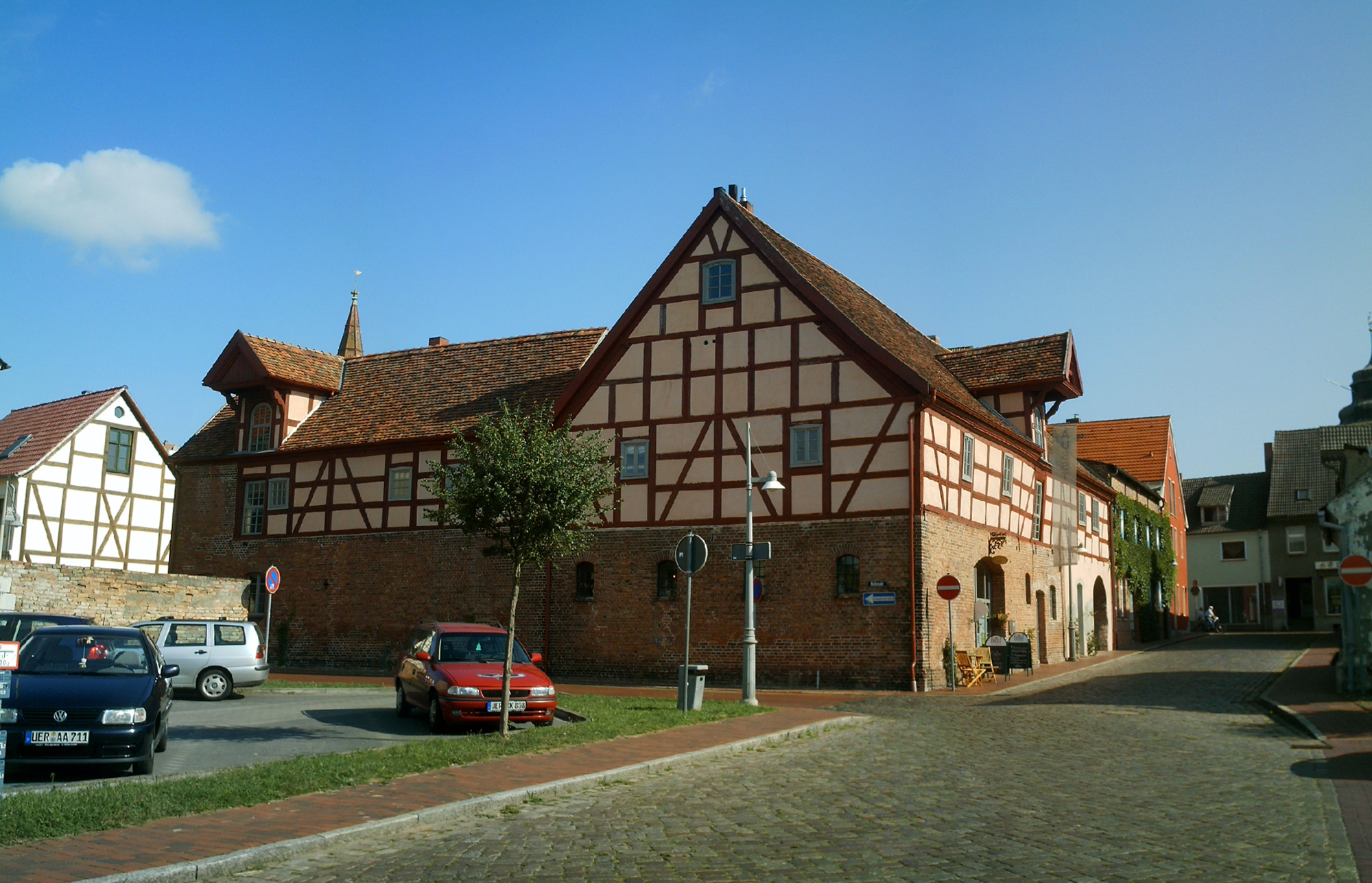
Kulturspeicher

Das dreigeschossige Gebäude mit einem massiven Erdgeschoss, dem Fachwerk in den Obergeschossen mit verputzten Ausfachungen und dem Kranausleger wurde als Speicher direkt am Stadthafen gebaut.
Im nahen Kulturspeicher (Bickscher Speicher) finden Ausstellungen, Lesungen und Veranstaltungen statt. Im Rahmen der Städtebauförderung wurden die Speicher ab 2000 saniert.